# الشاجن (حرض)

تعديل مصدري - تعديل

الشاجن هي إحدى قرى عزلة الشعاب بمديرية حرض التابعة لمحافظة حجة، بلغ تعداد سكانها 238 نسمة حسب تعداد اليمن لعام 2004.